# Pascal van Hulst
Pascal van Hulst (Enschede, 1990) is een Nederlandse schrijver, radiomaker, muzikant, liedschrijver en componist.
Van Hulst studeerde van 2010 tot 2014 Writing For Performance aan de Hogeschool voor de Kunsten Utrecht waar hij les kreeg van onder anderen Don Duyns en Cees van der Pluijm. Sinds 2013 schrijft en speelt hij de muziek voor onder meer Theater Rast, Peergroup, NUT en Theater Sonnevanck. Daarnaast is Van Hulst werkzaam als programmamaker voor zowel radio als internet voor o.a. de VPRO, NTR, Audible, Podimo en de ANWB. Bij eerstgenoemde maakte hij in 2015 met schrijver en radiomaker Tom Hofland een vierdelige webserie genaamd Heemennekes en Hellehonden over Nederlandse sagen.
Daarna kreeg het duo vooral bekendheid met hun dramaseries in podcast vorm voor de VPRO: Babylon, Phasmophobia en De Blankenberge Tapes. De  fictie-series kenmerken zich door een hoge geloofwaardigheid die voortkomt uit een bijzondere manier van regisseren: acteurs improviseren alle dialogen en details uit het verhaal, waarbij ze zich 'slechts' aan een strikte rode draad houden. Vooral De Blankenberge Tapes werd na uitzending een van de meest besproken podcasts van Nederland omdat een groot gedeelte van de luisteraars ervan overtuigd was naar een waargebeurd verhaal te hebben geluisterd. Vanaf 2019 wordt gewerkt aan een bewerking van de serie voor televisie.
In 2022 won Van Hulst samen met Eva Moeraert de Prix Europa met de podcastserie De Buffalo Bitches.
Als muzikant en componist is Van Hulst frontman van de band De Baron.